# اقبلين (إذا وعزا)
اقبلين هي إحدى مشيخات المملكة المغربية، تتبع جغرافيا لإقليم الصويرة وإداريًا لإذا وعزا. يقدر عدد سكانها بـ 3098 نسمة حسب الإحصاء الرسمي للسكان والسكنى لسنة 2004.